# Vollenhovia rufiventris
Vollenhovia rufiventris är en myrart som beskrevs av Auguste-Henri Forel 1901. Vollenhovia rufiventris ingår i släktet Vollenhovia och familjen myror.

## Underarter
Arten delas in i följande underarter:
- V. r. rufiventris
- V. r. simalurana